# Nataša Pirc Musar
Nataša Pirc Musar (Ljubljana, 9 mei 1968) is een Sloveens politica. Ze is sinds 22 december 2022 de vijfde president van Slovenië. Hiermee is Pirc Musar de eerste vrouw in Slovenië die het presidentschap bekleedt.
Pirc Musar is op 9 mei 1968 in Ljubljana geboren. Ze studeerde rechten aan de Universiteit van Ljubljana. Later werkte ze als journalist en host voor de Sloveense televisiezender 'Television Slovenia'. Van 2003 tot 2008 was ze de presentatrice van het nieuwsprogramma 'UR24' uitgezonden op televisiezender 'POP TV'.
Op 23 juni 2022 stelde Pirc Musar zich als onafhankelijke kandidaat voor de Sloveense presidentsverkiezingen van 2022. Pirc Musar is nooit lid geweest van een politieke partij, waardoor ze weinig steun kreeg van de voormalige presidenten Milan Kučan en Danilo Türk. Wel kreeg ze steun van partijen zoals de Piratenpartij, Jongerenpartij van Slovenië en de Groenen van Slovenië.
Haar kandidatuur leidde tot speculaties in de media over haar relatie met Marta Kos, vice-president van de regerende partij Svoboda, die even later haar eigen kandidatuur voor het presidentschap aankondigde. Pirc Musar en Kos beweerden vrienden te zijn. In september 2022 trok Kos haar kandidatuur in, wat leidde tot een golf van steun voor Pirc Musar, die al aan de leiding stond. In oktober werd ze tweede in de eerste ronde van de presidentsverkiezingen en vergrootte daarmee haar kans in de tweede ronde van de presidentsverkiezingen in november 2022. In de tweede ronde van 13 november versloeg Pirc Musar met bijna 54% van de stemmen Anže Logar, kandidaat namens de Sloveense Democratische Partij en de voormalige minister van Buitenlandse Zaken. Hiermee werd Pirc Musar verkozen tot de eerste vrouwelijke president van Slovenië.
Milan Kučan · Janez Drnovšek · Danilo Türk · Borut Pahor · Nataša Pirc Musar